# Aartsbisdom Krakau

Bisdommen in Polen
4. Aartsbisdom Krakau
5. Bisdom Bielsko-Żywiec
6. Bisdom Kielce
7. Bisdom Tarnów

Het aartsbisdom Krakau (Latijn: Archidioecesis Cracoviensis, Pools: Archidiecezja krakowska) is een in Polen gelegen rooms-katholiek aartsbisdom met zetel in de Wawelkathedraal in de stad Krakau. De aartsbisschop van Krakau is metropoliet van de kerkprovincie Krakau waartoe ook de volgende suffragane bisdommen behoren:
- Bisdom Bielsko-Żywiec (Bielsko-Biała-Żywiec)
- Bisdom Kielce (Kielce)
- Bisdom Tarnów (Tarnów)

## Geschiedenis
Het bisdom Krakau is volgens Thietmar van Merseburg waarschijnlijk in 970 gesticht. Volgens de 18e-eeuwse onderzoekers Józef Maksymilian Ossoliński en Samuel Linde werd het in het jaar 1000 onder gezag van het aartsbisdom Gniezno geplaatst. Kraków lag tot dan toe in Chorvatië onder bewind van Boleslav III van Bohemen, maar werd veroverd door zijn neef Bolesław I van Polen. In 950 werd Chrobatië inclusief Krakau ondergeschikt aan keizer Otto III. De invloed van het bisdom groeide met de verplaatsing van de hoofdstad van Polen van Gniezno naar Krakau in 1038. In het jaar 1049 werd bisschop Aron van Krakau verheven tot aartsbisschop, het bisdom werd op dat moment echter nog geen aartsbisdom. De politieke invloed uitte zich bijvoorbeeld in de wereldlijke macht van kardinaal Zbigniew Oleśnicki, die in 1443 het vorstendom Siewierz onder het gezag van het bisdom bracht.
In de loop der eeuwen groeide het bisdom Krakau uit tot een van de grootste bisdommen van Europa. Het besloeg in 1772 een gebied van 56.000 km², met 12 steden en 283 andere plaatsen. De grandeur van het bisdom begon vanaf 1772 af te nemen. Belangrijkste oorzaak hiervoor waren de Poolse Delingen van 1772, 1793 en 1795. In 1807 werd het bisdom suffragaan aan het aartsbisdom Lviv en in 1818 aan het aartsbisdom Warschau. Ondanks de teloorgang van de macht droegen de bisschoppen van Krakau sinds 1889 de titel van prins-bisschop. De bisschop van Krakau had van 1869 tot 1918 een virilstem in de landdag van het Koninkrijk Galicië en Lodomerië.
In 1925 werd het bisdom door paus Pius XI verheven tot aartsbisdom en werd de kerkprovincie Krakau gecreëerd. Hiermee werd recht gedaan aan de historie en politieke invloed van het bisdom. De beroemdste aartsbisschop van Krakau was van 1964-1978 Karol Wojtyła, de latere paus Johannes Paulus II. Aartsbisschop Marek Jędraszewski is sinds 8 december 2016 aartsbisschop van Krakau, als opvolger van Stanisław Kardinaal Dziwisz.

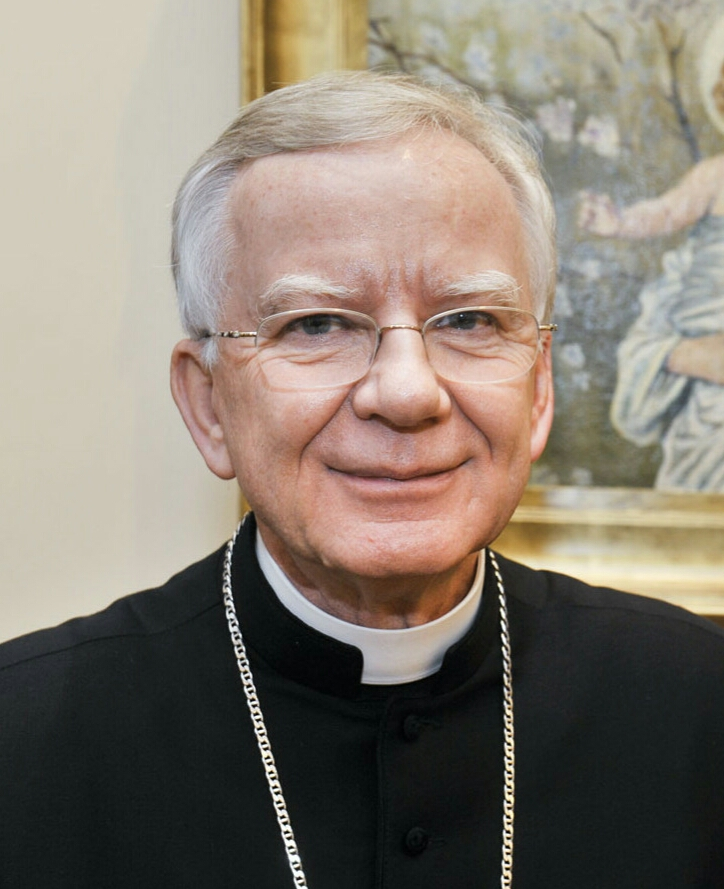
Aartsbisschop Marek Jędraszewski
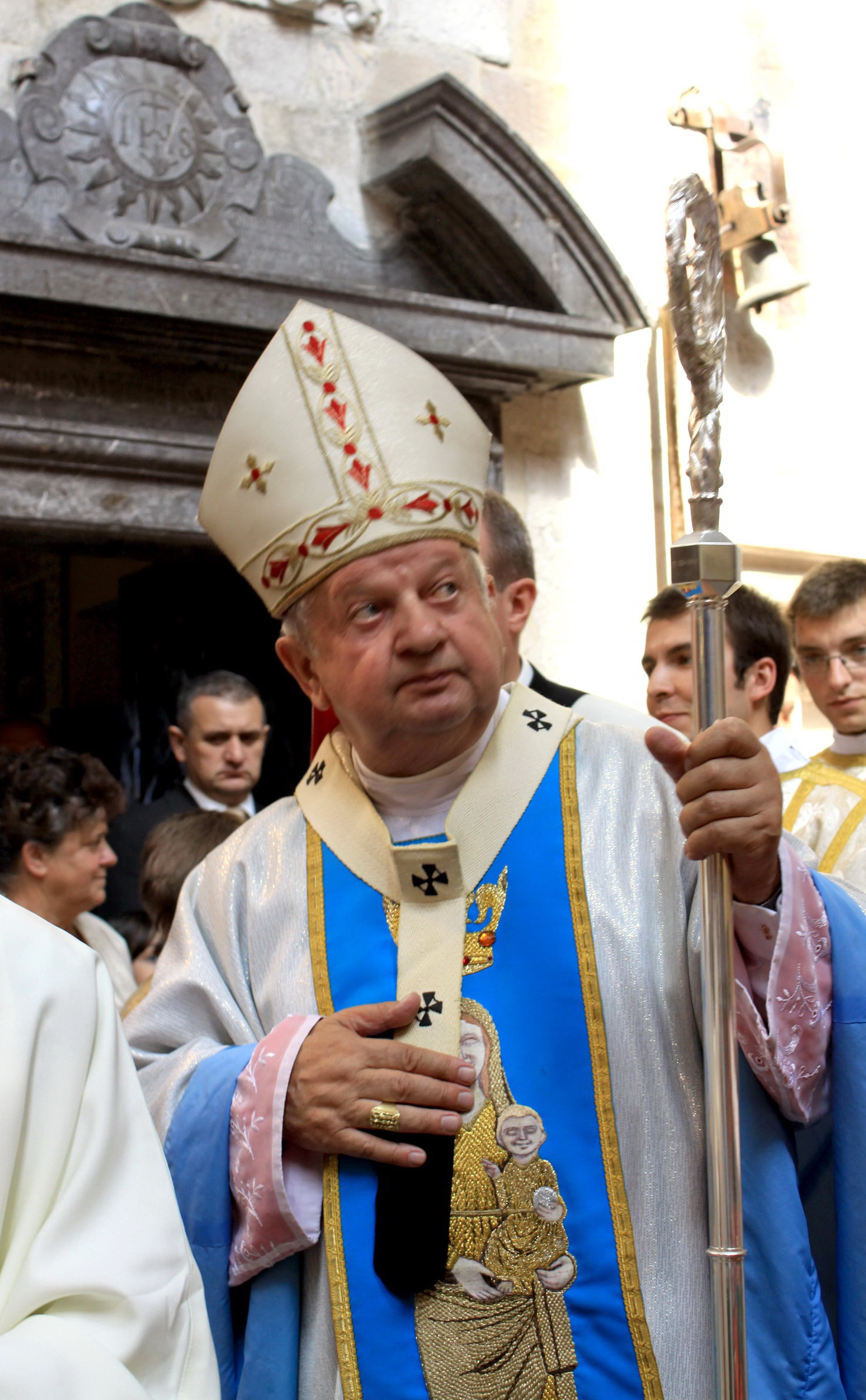
Aartsbisschop-emeritus Stanisław Kardinaal Dziwisz
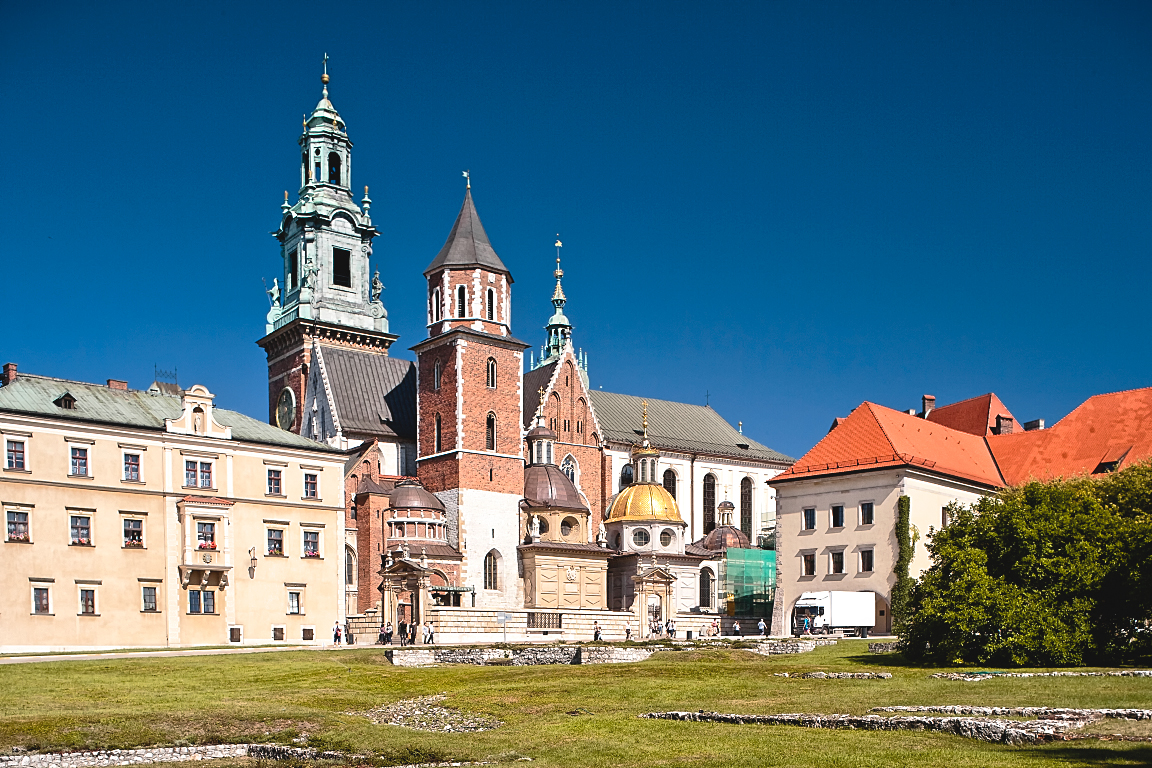
Wawelkathedraal in Krakau